# Дрізд гірський
Дрізд гірський (Turdus torquatus) — співочий птах з родини дроздових (Turdidae).

## Зовнішній вигляд

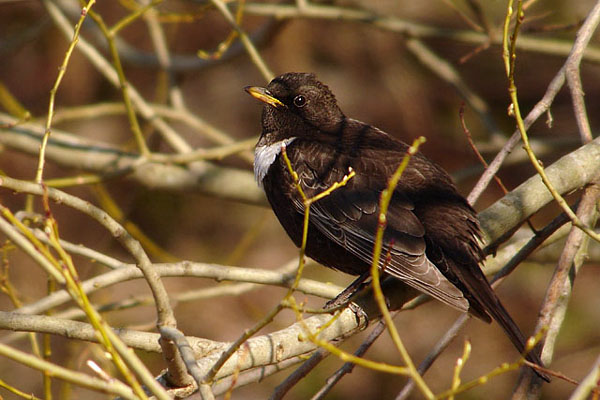
Самець гірського дрозда

Гірський дрізд дуже схожий на чорного дрозда величиною та структурою. Величина гірських дроздів становить близько 25 см. У самців чорне оперення з широкою білою смужкою впоперек вола. Махові пера і їх покривні, пера вола, грудей, черева, боків тулуба і підхвістя з білуватою облямівкою. Нижня частина дзьоба у самців помаранчевого кольору. У самок відтінок оперення швидше коричневий, а смужка на грудях світло-сіра. У пташенят оперення спочатку плямисте і без смужки на грудях.
Спів нагадує звуки «так-так» і «трю-трю».

## Поширення
Гірський дрізд віддає перевагу світлим хвойним лісам в невисоких гірських системах помірних широт. Зиму цей вид проводить в середземноморському регіоні.
В Україні гніздиться у Карпатах; під час міграцій трапляється у західних та південно-західних областях.

## Живлення
Гірський дрізд живиться молюсками, ягодами, комахами і їх личинками. Особливо часто здобиччю стають дощові черв'яки.

## Розмноження

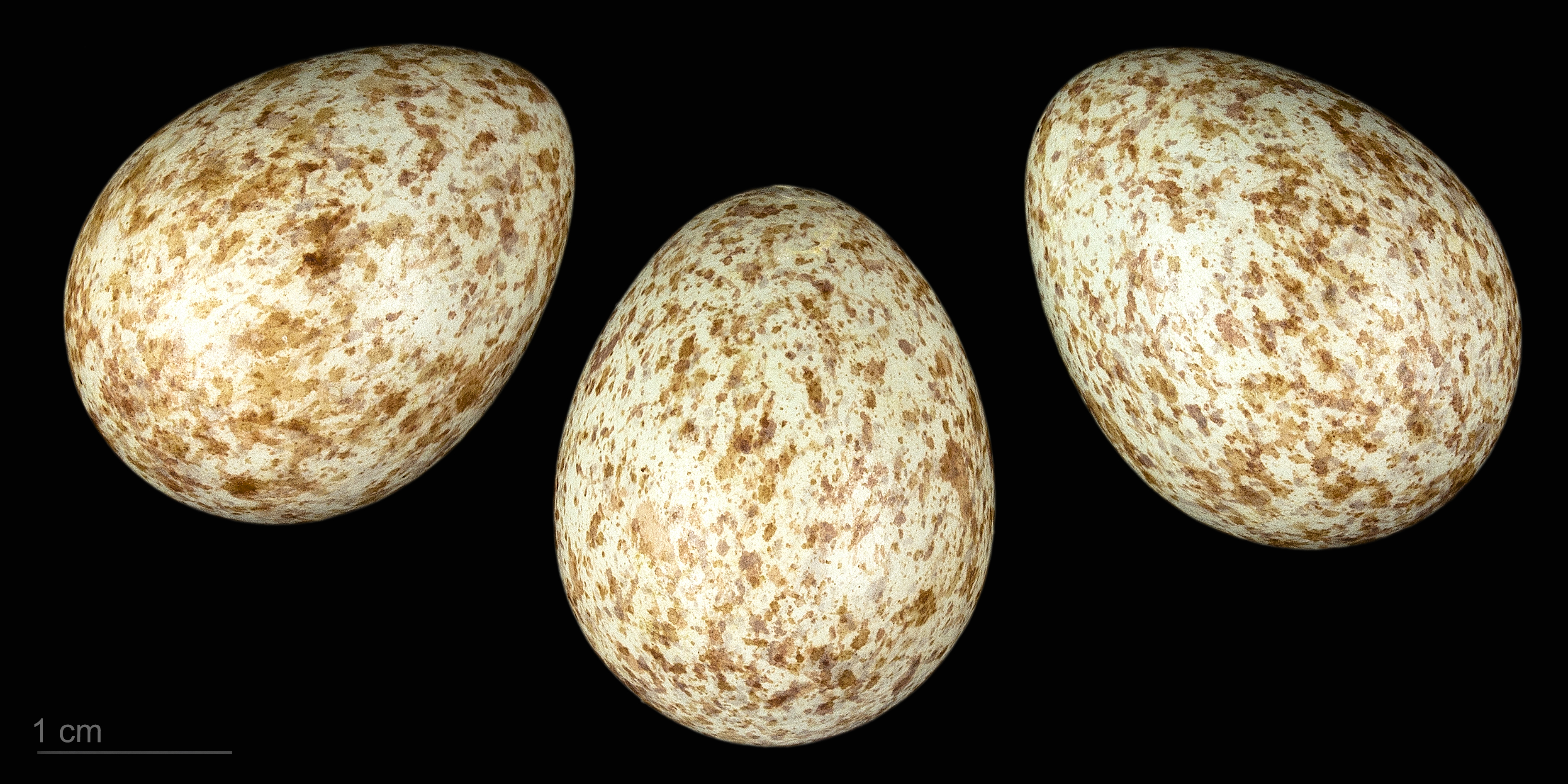
Яйце Turdus torquatus torquatus — Тулузький музей

Типове гніздо будується самкою невисоко на хвойних деревах і кущах. Будівельним матеріалом є гілки, травинки, коріння і мох. Під час сезону гніздування за один раз відкладаються 4—5 синьо-зелених яєць з коричневими вкрапленнями, які насиджують обоє батьків впродовж двох тижнів. Пташенята, вилупившись, починають літати через 12—14 днів після народження.